# مشغل MP4

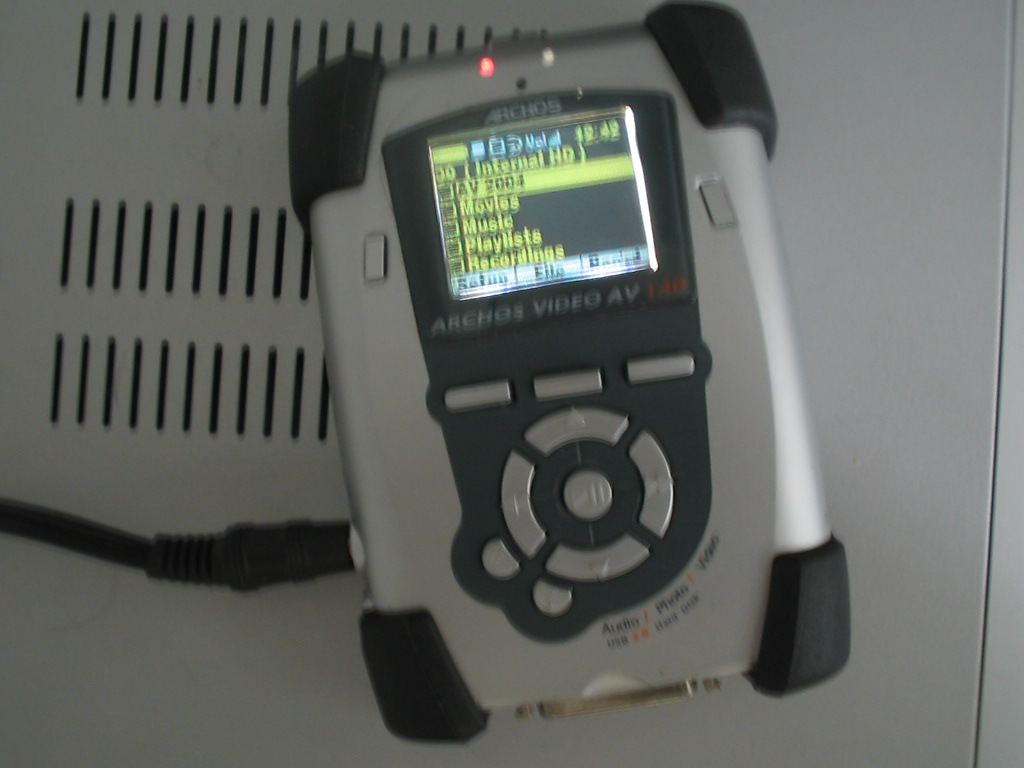
(Archos Jukebox)، هو أول مشغل وسائط محمول تجاري من شركة أركوس، و كان أيضا أول من سماه بمشغل MP4

اسم مشغل mp4  هو المصطلح التسويقي لمشغل الوسائط المحمول الذي يتوافق مع معايير وأشكال معينة. إن الاسم نفسه مغلوط تقنياً، نظراً لأن معظم مشغلي MP4 غير غير متوافقين مع الامتدادات MPEG - 4 الجزء 14 أو mp4. مع ذلك، فإن مصطلح mp4 يرمز إلى وضعهم، باعتبارهم خلفاء للمشغل MP3. 

## تقنية المعلومات

### Rockchip
فوزهو rockchip هو معالجة الفيديو بالإلكترونيات فوزهو امتداد AVI بدون أي أطر B في MPEG - 4 الجزء 2 (وليس الجزء 14)، في حين استخدام MP2 لضغط الصوت. إن المقطع يجب أن يكون مدمجاً بها، إذا لزم الأمر، لتتناسب مع تصميم الشاشة. أي انحراف طفيف عن نتائج التنسيق المدعومة يظهر لنا عبارة تنسيق غير معتمد في رسالة تشير إلى وجود خطأ.

#### رقائق أخرى
بعض المشغلين، مثل اوندا VX979 ، قد بدأت في استخدام رقائق من Ingenic، والتي هي قادرة على دعم صيغ الفيديو من نوع RealNetworks. وأيضا، مع مشغلين SigmaTel القائمة على التكنولوجيا المتوافقة مع الامتداد swv .

### الامتداد AMV

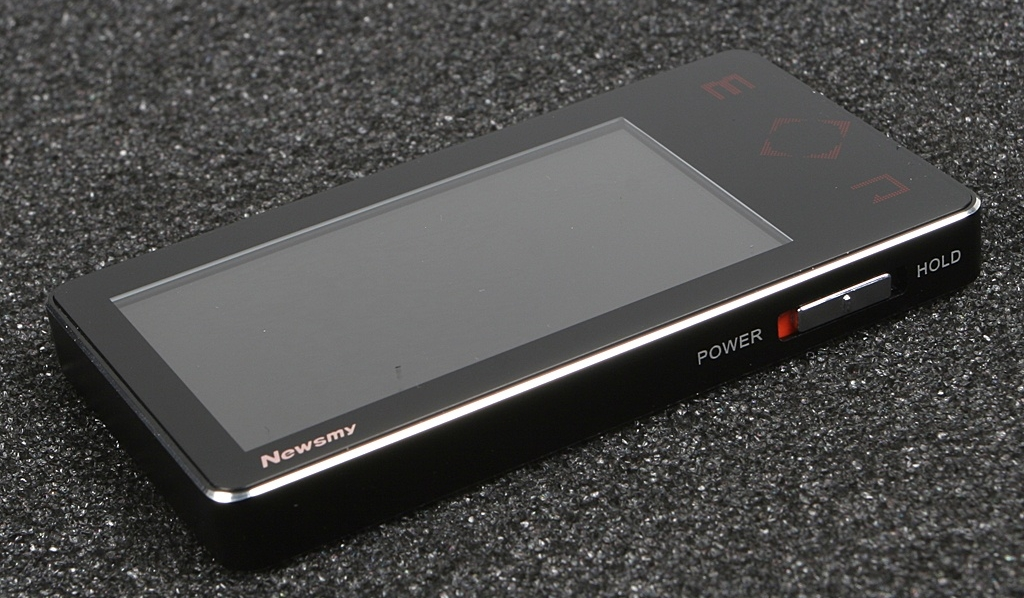
مشغل MP4 آخر من نيوسمي، (PMP) الكبرى للصناعة في الصين

إن خوارزمية ضغط صورة من هذا الامتداد  هي غير فعالة وفقا للمعايير الحديثة فإن حوالي 4 بكسل لكل بايت، مقارنة بأكثر من 10 نقطة لكل بايت لMPEG - 2 / فيديو دي في دي). هناك مجموعة محددة من الأحجام (96 × 96 حتي 208 × 176 بكسل) والإطارات المتاحة بين معدلات (12 أو 16 إطار / ثانية). فشريط فيديو مدته 30 دقيقة سيكون له حجم الملف حوالي 100 ميغا بايت في حجم شاشة 160 × 120.

### MTV
الفيديو بالامتداد MTV (لا علاقة له ب كابل الشبكة) ويتألف من 512 بايت عنوان ملف الذي يعمل من خلال عرض سلسلة من إطارات الصور الخام خلال تشغيل الإم بي 3. أثناء هذه العملية، يتم تمرير الأطر السمعية إلى شرائح وحدة فك الترميز، في حين أن مؤشر ذاكرة العرض في الأجهزة يتم ضبطه إلى الصورة ا التالية ضمن عرض الفيديو. هذا الأسلوب لا يتطلب أجهزة إضافية من أجل فك رموز، على الرغم من أنه سوف يؤدي إلى استهلاك كمية أكبر من الذاكرة. لهذا السبب، السعة التخزينية للمشغل MP4 أقل فعليا من المشغل الذي يضغط الملفات على الطاير.

## كتيبات التعليمات
كتيبات التعليمات عادة ما تحتوي على المعلومات الأساسية لتشغيل واستخدام الأجهزة، ولكنها تفتقر أحيانا إلى مزيد من التفاصيل. فهي غالبا ما تترجم إلى الإنجليزية البسيطة.

## الملاحظات والمراجع
1. ↑  "MP3≠MP4！区别和认识MP3与MP4的不同！". Beareyes. مؤرشف من الأصل في 2008-12-19.
2. ↑  "走出MP4误区：跟视频沾一边的播放器就是MP4". 西北IT网. مؤرشف من الأصل في 2008-06-18.
3. ↑  "Leading Chinese MP4 IC Design Houses' R&D and Product Strategies Research Report # MIC1324". Electronics.ca Publications. مؤرشف من الأصل في 2009-02-23. {{استشهاد ويب}}: |archive-date= / |archive-url= timestamp mismatch (مساعدة)
4. ↑  "Teclast announces the M series". haomp. 28 نوفمبر 2007. مؤرشف من الأصل في 2018-07-11. اطلع عليه بتاريخ 2008-03-18.
5. ↑  Israelsen، Paul D. (1993-09-21). "United States Patent 5247357". مؤرشف من الأصل في 30 نوفمبر 2018. اطلع عليه بتاريخ 2007-12-07. {{استشهاد ويب}}: تحقق من التاريخ في: |تاريخ= (مساعدة)
6. 1 2  voroshil (15 أكتوبر 2007). "AmvDocumentation". Google Code. مؤرشف من الأصل في 2015-12-25. اطلع عليه بتاريخ 2008-04-06.

## وصلات خارجية
- MPEG-4 Software على مشروع الدليل المفتوح
- MyMPxPlayer.org يهدف إلى توفير أصحاب الأجهزة المجهولة أو ' الغير معروفة جيدا' من مشغلات MP3/MP4 مزيد من المعلومات عنهم والموارد للمساعدة في جعل لهم الحصول على أكثر استفادة من ال MP3/MP4.